# 印第安海岸 (佛罗里达州)
印第安海岸（英語：Indian Shores）是美国佛罗里达州皮尼拉斯縣下属的一座城镇。建立于1949年。面积约为2.5平方公里（约合0.9平方英里）。根据2010年美国人口普查，该市有人口1,768人。论人口在本州排行第296。